# HV Haslou
HV Haslou was een handbalvereniging uit het dorp Elsloo. De club was in 1958 opgericht. De naam 'Haslou' is ontleend aan een noormannenkamp. In 1990 fuseerde de club met SHV '75 uit Stein tot Elsloo-Stein Combinatie '90.
Tijdens het bestaan van de club wist het regelmatig verschillende Limburgse titels te winnen.